# ذا تايم
ذا تايم (بالإنجليزية: The Time)‏، يعرفون أيضاً بموريس داي وذا تايم و ذي أوريجينال سيڤين، هي فرقة بوب أمريكية تأسست في منيابولس عام 1981 وتتألف من خمسة أعضاء هم: موريس داي، جيسي جونسون٬ مونتي موير٬ جيروم بينتون، وبول بيترسون. أعضاء الفرقة معروفون بعملهم المشترك مع المغني العالمي الشهير الراحل برنس، ومن أشهر أغاني الفرقة: "Jungle Love"٬ "Get It Up"٬ "Cool"٬ "The Walk"٬ "Ice Cream Castles"٬ "The Bird"، و"Jerk Out".

## روابط خارجية
- ذا تايم على موقع IMDb (الإنجليزية)
- ذا تايم على موقع ميوزك برينز (الإنجليزية)
- ذا تايم على موقع أول ميوزيك (الإنجليزية)
- ذا تايم على موقع ديسكوغز (الإنجليزية)